# Victoriaväxthuset

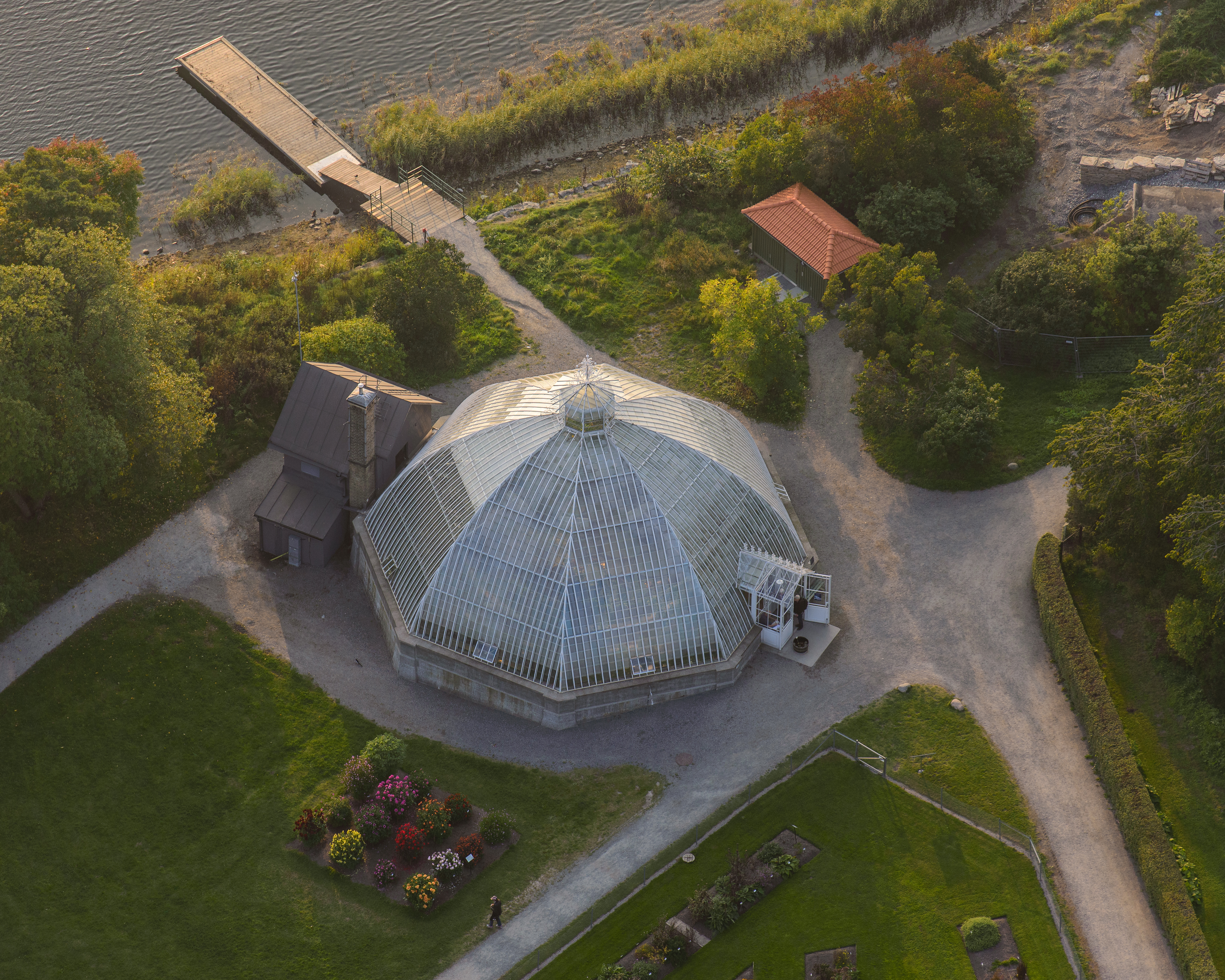
Victoriahuset i september 2014.

Victoriaväxthuset är en av byggnaderna i Bergianska trädgården belägen intill Brunnsviken, på Norra Djurgården i Stockholm.

## Beskrivning
Victoriaväxthuset ligger i västra delen av parken, nära Brunnsviken. Huset byggdes mellan 1899 och 1900 efter ritningar av akademiörtagårdsmästaren vid Uppsala universitet Ivan Örtendahl och renoverades 1984. Byggnaden är en kupolbyggnad helt i glas och järn smyckad med en smidd taklanterin i jugendstil.
Växthuset är avsett främst för jättenäckrosen Victoria regia. Denna näckrosart från Amazonas kan ha blad med en diameter av närmare tre meter med en 6–8 meter lång stjälk, bladets flytkraft kan bära en vikt på upp till 90 kg. I huset finns också flera tropiska nyttoväxter som sockerrör, ris, tropiska stärkelseväxter och gurkor.
Victoriahuset är öppet från maj till september.

## Bilder

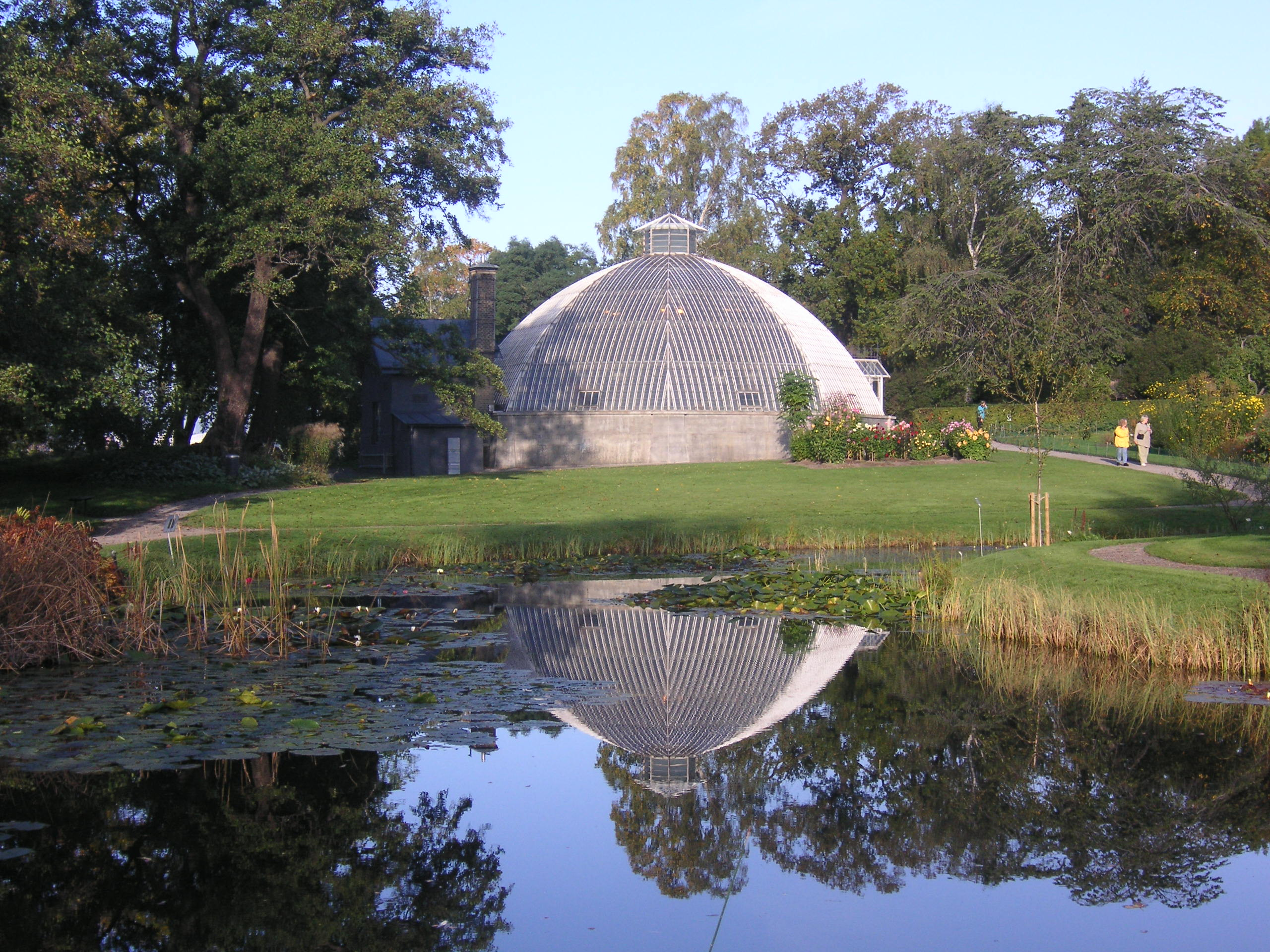
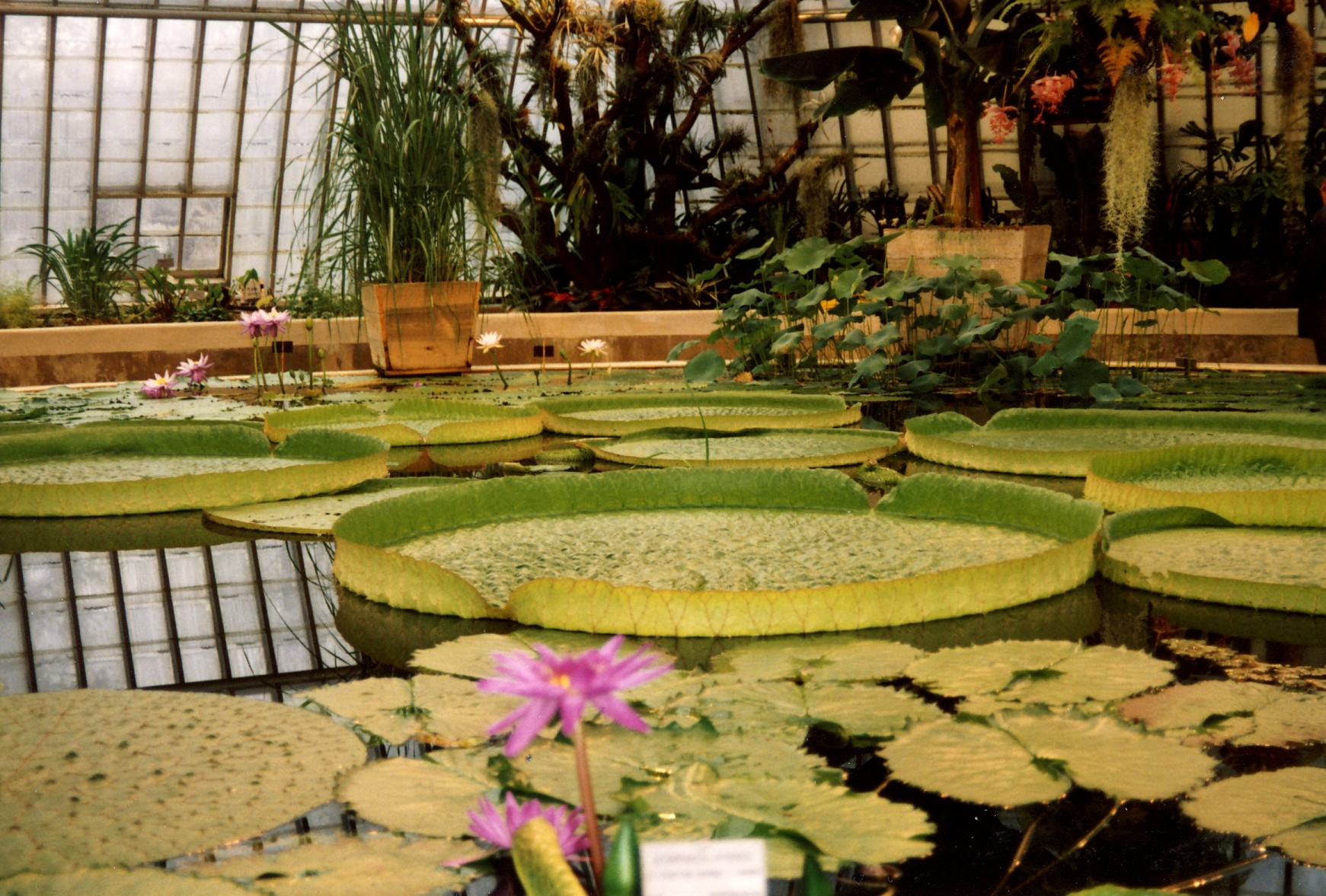
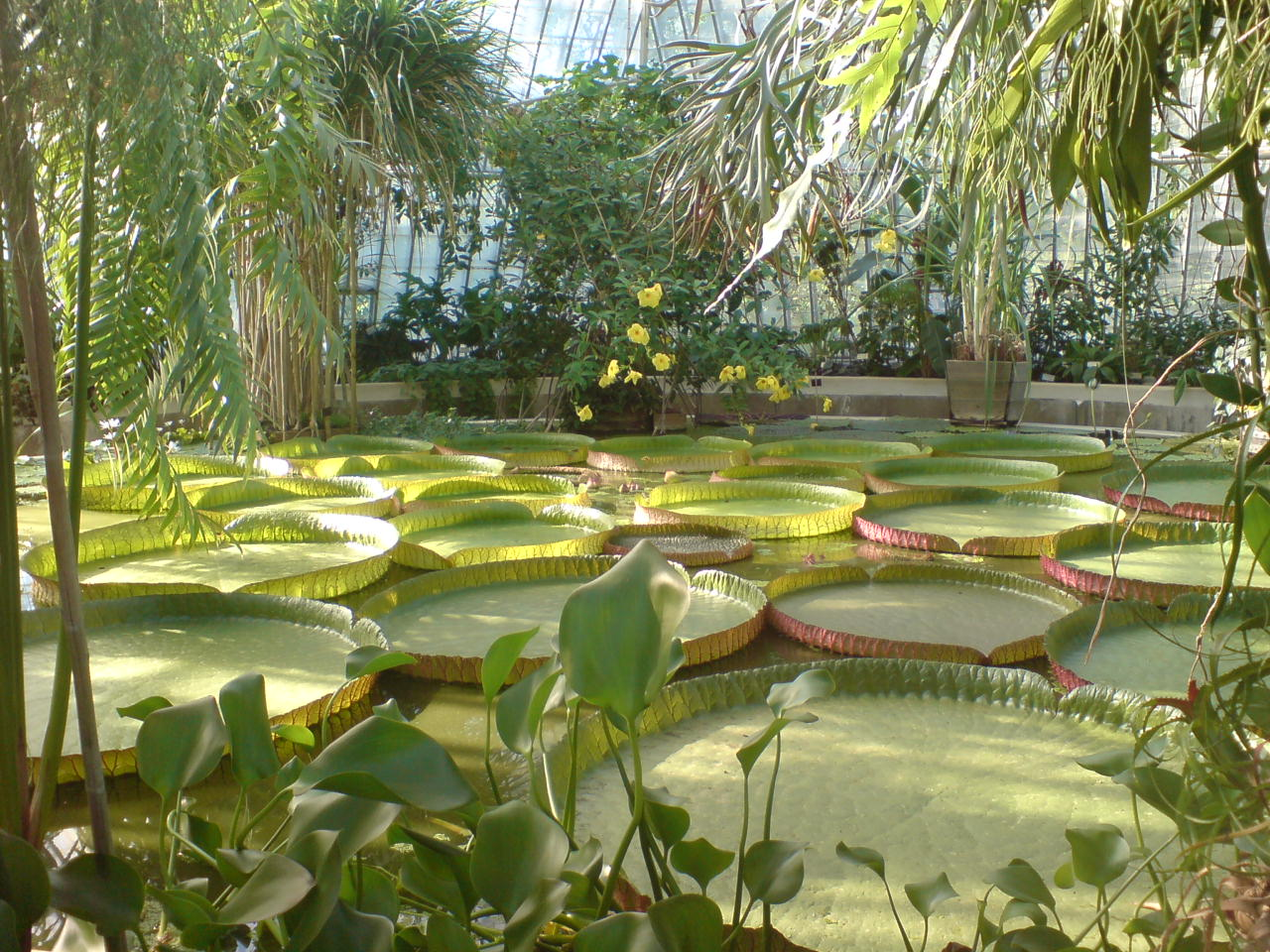
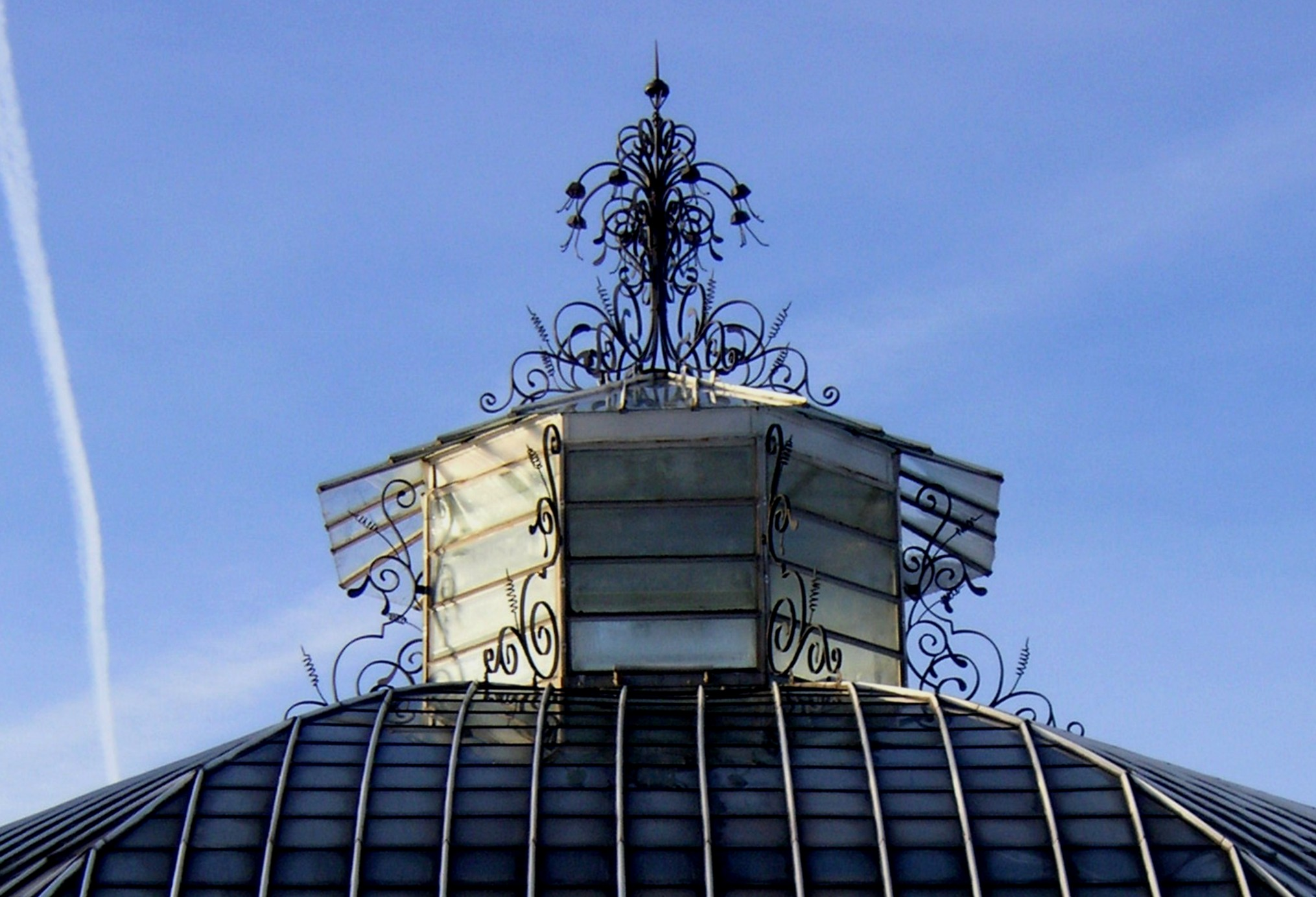
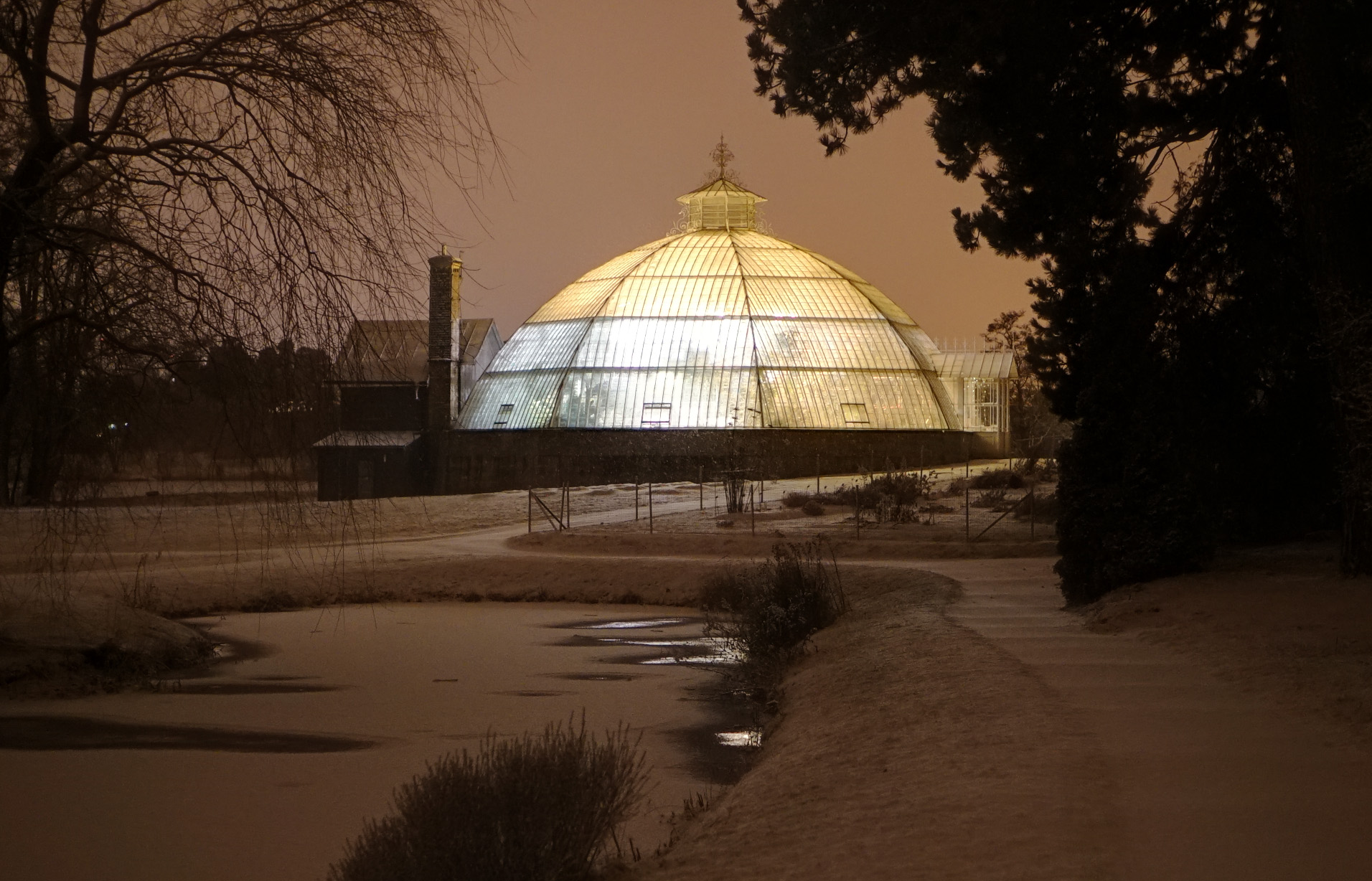